# Біполярні нейрони (сітківка)
Біполя́рні кліти́ни — шар асоціативних нейронів сітківки.
Біполяри мають невелику довжину: до кількох сотень мікрометрів. Вони займають в сітківці стратегічну позицію, оскільки всі сигнали, що виникають у фоторецепторах і надходять до гангліозних клітин, мають пройти через ці клітини. У приматів палички сполучені з паличковими біполярами, а колбочки сполучаються з карликовими і дифузними біполярами. Кожен карликовий біполяр контактує лише з однією колбочкою. Найбільша щільність карликових біполярів, як і колбочок, в центральній ямці. Ближче до периферії одна колбочка контактує з кількома розпластаними біполярами. Розпластаний біполяр об'єднує приблизно шість колбочок, а паличковий біполяр з'єднаний з однією-чотирма паличками. Таким чином, за винятком центральної ямки, зв'язки рецептор-біполяр характеризуються конвергенцією та дивергенцією. Карликові гангліозні клітини отримують входи від карликових біполярів, дифузні гангліозні клітини збирають інформацію від усіх видів біполярів. У сітківці людини кілька паличок приєднується до однієї біполярної клітини, а колбочки контактують з біполярами у співвідношенні 1:1. В області центральної ямки кожна колбочка через біполяр сполучена з однією гангліозною клітиною. Таке сполучення забезпечує більш високу гостроту кольорового зору порівняно з чорно-білим.

Відповіді on— та off-біполярів на освітлення сітківки плямою світла, яка потрапляє в центр рецептивного поля

Окрім паличок і колбочок біполяри також мають зв'язки з горизонтальними клітинами. Тобто біполяри входять як до прямого так і непрямого шляху передачі сенсорної інформації в сітківці. Рецептивні поля біполярів складніші, ніж фоторецепторів, оскільки мають центр і периферію. Ці дані були вперше отримані Дж. Даулінгом і Ф. Верблінгом в Гарвардському університеті. Рецептивні поля біполярів формуються за рахунок їх зв'язків з фоторецепторами та горизонтальними клітинами. Біполярна клітина посилає до фоторецепторів лише один дендрит, який або утворює синапс з колбочкою, або розщеплюється на гілочки, які синаптично контактують з більш ніж одним рецептором.
Біполярні клітини бувають двох видів on— та off-біполяри. Центр рецептивних полів on-біполярів у відповідь на дію світла відповідає деполяризацією, а периферія гіперполяризацією. В off-біполярів центр рецептивного поля в свою чергу гіперполяризується, а периферія деполяризуються. Синапси від фоторецепторів до off-біполярів — збуджуючі, а у біполярів з on-центром ці синапси — гальмівні.